# Santa Rita de Minas
Santa Rita de Minas é um município brasileiro do estado de Minas Gerais. Localiza-se no Vale do Rio Doce e sua população recenseada em 2022 era de 6 773 habitantes.
Originalmente chamava-se Vila de Santa Rita em terras doadas pela baronesa Rita Caetano Viana, em 1894, cujo nome foi dado em devoção à santa, cujas orações a ela proferidas obtém-se curas e conversões. Em 1948, o lugar tornou-se distrito de Caratinga. Sua economia se desenvolveu a partir dos anos 1940 do século XX, quando foram iniciadas a construção da BR-116. A pecuária e a agricultura são a fonte de renda mais importante, em destaque a produção de café.
Em 1939 muitas pessoas começaram a morar em Santa Rita, quando se tornou distrito a figura política mais importante foi o Coronel Galdino Pires,responsável pela construção da Escola Josefina Vieira,time e estádio de futebol,banda de música e da igreja que também ajudou a construir.Em 1956 morre o Coronel Galdino Pires,e então o vereador José Pereira Mafra fica responsável pela Política local.
O então distrito de Santa Rita, desmembrado e emancipado politicamente do município de Caratinga em 1992, complementando seu nome com a expressão de Minas.

## Etimologia
O topônimo se deve a Santa Rita de Cássia. A complementação Minas é devido ao Estado onde se situa.

## História
A história santa-ritense pode ser dividida em três etapas distintas: Vila de Santa Rita, Distrito de Santa Rita e cidade de Santa Rita de Minas. A primeira tem seu marco inicial com a construção, em 1894, de uma igreja de madeira nas terras doadas pela Sra. Rita Caetano Viana, devota de Santa Rita de Cássia, que antes de falecer pediu total devoção à Santa. A construção da Igreja se fez pelas mãos do Capitão Maximiano José de Araújo, também conhecido como Capitão Maximiano Barbosa, Gregório Viana, Josefina Vieira e da própria doadora. Em 1945, o Coronel Galdino Pires fundou a Escola de Santa Rita que teve como primeira diretora a Senhora Jupira Pena Foly e as primeiras professoras as senhoras Isabel e Joana Cardoso. Em 1948 passou a chamar-se Escolas Reunidas Josefina Vieira e em 1954 tornou-se Grupo Escolar para mais tarde em 1974 receber o nome atual: Escola Estadual Josefina Vieira.
A fase intermediária começa após a instalação do cartório, por intermédio do Sr. Galdino Pires, quando foi instalado o cartório e criado o distrito de Santa Rita, pela lei nº336 de 7 de dezembro de 1948. Politicamente a figura mais importante do distrito foi o Coronel Galdino Pires, inicialmente militante do PR- Partido Republicano. Após a Revolução de 1930, passou para o Grupo governista indo mais tarde para o PSD de Getúlio Vargas. Ao falecer em 1956, Galdino Pires, deixou sua marca através do Grupo escolar, da Igreja matriz, da iluminação elétrica, da banda de música, do cartório e do atual estádio de futebol. Economicamente Santa Rita começou a se desenvolver após o início da 2ª Guerra Mundial, quando foram iniciadas as obras da BR-116 em 1939, devido ao emprego maciço da mão-de-obra desqualificada. Instalando muitas pessoas em frente de trabalho da construção. Este fator dinamiza o povoamento com benefícios vindos com a introdução da BR116. Na década de 1970, o distrito investiu sobremaneira na monocultura cafeeira, que de certa forma trouxe algumas melhorias para a região e a população passou a reivindicar maior assistência social e melhores condições de vida, e em 1991 já funcionava cartório de paz, posto de saúde, posto policial, serviço telefônico e correios. Entretanto tais benefícios não atendiam toda a comunidade, e na tentativa de melhorar esta realidade teve início o processo de Emancipação.
O município de Santa Rita de Minas, na última etapa de sua história foi criado pela Lei Estadual nº10.704 de 27 de abril de 1992, após uma incansável batalha de um grupo de santa-ritenses, posteriormente denominados Pioneiros da Emancipação, cujos nomes destacamos: Albino Batista da Cruz, Amédis Germano dos Santos, Auta Thomaz Cardoso, Ilton Rosa de Freitas, Joaquim Batista Rodrigues, João Batista Guimarães, João Corrêa de Faria, José Izidro Filho, Marco Aurélio de Matos, Nirto Pires do Amorim, Osmany Lanito da Silva, Pedro Rodrigues Valente e Ronaldo Dutra de Faria. O Município de Santa Rita de Minas teve como seu primeiro dirigente um intendente, o sociólogo Amédis Germano dos Santos, designado pelo governador do estado em 1 de agosto de 1992.
Em 3 de outubro de 1992, foi realizada a primeira eleição municipal. Nela foram eleitos Ilton Rosa de Freitas e José Izidro Filho, prefeito e vice-prefeito respectivamente. Nas eleições municipais de 1996, foram eleitos prefeito Adão Xavier Cimini e vice-prefeito João Batista Guimarães, compondo o segundo mandato, mas em 30 de outubro de 1997 o prefeito Adão Xavier Cimini veio a falecer após dez meses de mandato e ocupou o seu lugar o vice João Batista Guimarães, que foi reeleito em 2000 tendo como vice Joaquim Soares de Oliveira. A eleição de 2004 trouxe de volta o Prefeito Ilton Rosa de Freitas e desta vez com a vice Norma Vilma Eller Izidro. No ano de 2008, foram eleitos como prefeito Hélio Donato Dornelas e vice Marcelo Reis da Rocha, para o mandato de 2009 a 2012. Em 2012, o prefeito Hélio Donato Dornelas foi reeleito, mas dessa vez com o vice Ronaldo Dutra de Faria. Eles ficaram no cargo no período de 2013 a 2016. Nas eleições de 2016, Ilton Rosa de Freitas foi eleito, mas teve sua candidatura indeferida, então quem assumiu a prefeitura provisoriamente em 2017 foi o presidente da câmara municipal Ademilson Lucas Fernandes que posteriormente foi eleito , Em 2020 o prefeito Ademilson Lucas Fernandes foi reeleito
Após a emancipação, a população viu sua qualidade de vida melhorar, as administrações municipais de 1992 até a presente data têm feito obras de infra-estrutura, melhorias na educação e investimentos em saúde, além do desenvolvimento de todos os setores. O objetivo dos administradores e do povo santa-ritense é continuar a incansável busca pela evolução e progresso de toda a comunidade.

## Os primórdios
Na segunda metade do século XVIII faiscadores fugindo da força do Estado Português e de outros Estados, bem como da miséria da região central, descobriram que alguns rios (como o rio Bugre), ofereciam, mesmo que de maneira escassa, condições para a mineração. Assim inicia a circulação de tropas por essas matas, abre-se uma via terrestre, nos princípios do século XIX, aproximadamente em 1811 destinada ao gado que descia para Campos, dispensando assim o velho trajeto que ia para o Rio de Janeiro. Mais tarde rasga-se uma via pelo Rio Doce com destino ao Espírito Santo. Em 1841 o desbravador Domingos Fernandes Lana, oriundo de Araponga, invadiu a mata, acompanhado de alguns companheiros, índios catequizados e escravos. Procuravam pedras preciosas e nas proximidades da região, hoje conhecida como Caratinga, se estabeleceram permanecendo até 1847.
No começo do ano de 1848, três outros aventureiros chegaram ao local. Os pioneiros: João Caetano do Nascimento, João Antônio de Oliveira e João José, acompanhados de suas famílias e de seus rebanhos, mudaram-se para a região e formaram o primeiro núcleo habitacional. Acompanhando o curso do rio Bugre, que desde então passou a se chamar rio Caratinga, em função da abundância de um tipo de Cará que nasce em locais de água estagnada, que os índios chamavam de Caratinga – atingiram os rios do Manhuaçu e de Cuieté. João Caetano do Nascimento retornou e fixou-se num dos contrafortes da serra de Jacutinga, dando início, de imediato, à derrubada das matas e preparo da terra para o cultivo de cereais. Tomou posse de extensas terras, atraindo parentes e amigos, e iniciou o devassamento dos arredores. A vinda dos parentes de João Caetano do Nascimento e a expansão das terras das fazendas do povoado dão início, também, à história da vila de Santa Rita.
"Com base, apenas, no número de concessões, não se pode rebater a tese da grande propriedade. Consideramos que na maioria dos casos a sesmaria servia de trampolim para a ocupação das terras vizinhas. Havia meios de fugir ao rigor das determinações literais da lei. Pois ela propriamente não vedava que se distribuísse mais de uma data ao mesmo sesmeiro. Permita também que se concedessem sesmas a pessoas da mesma família. E não proibia, ademais, a aquisição de terras próximas." (MERCADANTE, 1973 p. 80)

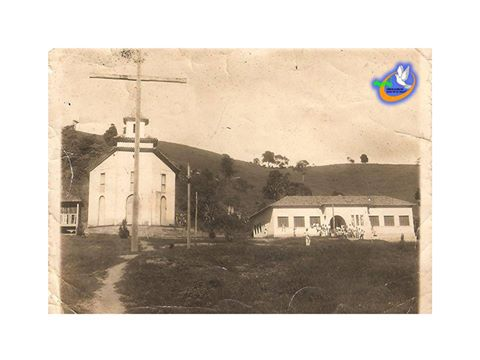
A Primeira Igreja, o Grupo Escolar Josefina Vieira

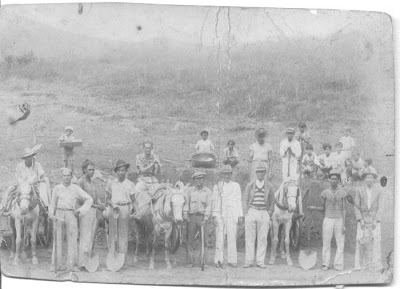
Abertura de estrada - BR 116 - 1939

O povoado de Santa Rita iniciou com a doação de um terreno feita pela Sra. Rita Caetano Viana, no ano de 1894. Dona Rita, antes de morrer, garantiu aos poucos moradores que ali existia, a doação de um terreno para a fundação de uma vila em devoção a Santa Rita de Cássia, em nome da garantia dos mesmos de devoção à Santa.
Após a doação, iniciou-se no centro do vilarejo a construção de uma capela em devoção a Santa Rita de Cássia, contando com o apoio e ajuda dos Srs. Capitão Maximiano José de Araújo, Gregório Viana e da Sra. Josefina Vieira, além da própria doadora. Era uma capela, construída toda em madeira. Logo após a construção, fora reconhecido o Curato, anexando-o à freguesia de Caratinga. A data de construção da capela segundo o Sr. Francisco Lino de Santana, é a mesma da formação do povoado, 1894, relata também que seu avô Francisco Lino Santana, contribuiu na construção. Esta capela existiu até início da década de 1950, quando foi construída a Igreja Matriz atual.
Logo no início da Vila Santa Rita, houve uma preocupação com a educação dos filhos que se dava por professores particulares, os preceptores, que ensinavam em suas casas e na casa daqueles que contratavam seus serviços. Em função da iniciativa particular de alguns moradores, a Vila Santa Rita teve sua primeira escola funcionando numa velha casa onde hoje se localiza a igreja presbiteriana, sendo as primeiras professoras as senhoras Isabel e Joana Cardoso.
Politicamente, a figura de maior destaque local foi o Coronel Galdino Pires, fazendeiro de renome na região. Inicialmente fora militante do PRM – Partido Republicano Mineiro. Após a revolução de 1930, passou a representar os governistas apoiadores de Getúlio Vargas. Com a reforma partidária, de 1945, passou para o PSD, mantendo apoio à política de Getúlio Vargas. Ao falecer em 1956, Galdino Pires deixou suas marcas políticas no território do distrito, na criação do Grupo Escolar, na construção da Igreja Matriz, na iluminação elétrica, na formação da banda de música, na criação do Cartório e construção do estádio de futebol.  Ainda como incentivo ao esporte no vilarejo, dedicou-se à criação dos times GP e Galdinópoles, que depois se uniram formando o Esporte Clube Santa Rita, conhecido por “Leopardo da Vila”, ainda como homenagem teve o seu nome denominando o Campo do América Futebol Clube, em Caratinga, sede do antigo rival “Leão do Asfalto”.
Com a introdução de novas forças políticas os moradores puderam contar com uma educação mais aprimorada. Em 1945 o Coronel Galdino Pires fundou a escola de Santa Rita, com apenas quatro salas de aula, tendo como primeira diretora a Sra. Jupira Pena Folly. Em 1948 a escola passou a se chamar Escolas Reunidas Josefina Vieira, homenagem a uma das primeiras educadoras de Caratinga e mãe do "Dr. Didico" importante político do município. Em 1954, tornou-se Grupo Escolar. Mais tarde, em 1974, recebeu o nome atual, Escola Estadual Josefina Vieira.
Após a instalação do cartório, por intermédio do Coronel Galdino Pires, a vila foi elevada a distrito da cidade de Caratinga pela Lei nº 336 de 7 de dezembro de 1948, marcando a comemoração do centenário daquela cidade.
O grande desenvolvimento político de Santa Rita só ocorreu com o início da 2ª Guerra, e com a introdução no país de um processo de industrialização. A necessidade em facilitar o escoamento da produção que já contava com o ramal da Estrada de Ferro Leopoldina Railway, com final em Caratinga e de ampliação das vias de comunicação entre Estados e municípios amplia a criação de estradas de rodagem, entre elas a BR 116, conhecida naquela época como estrada Rio-Bahia, que fora fundamental para o crescimento de Santa Rita. O início das obras da BR 116 em 1939 garantiu emprego maciço de mão-de-obra desqualificada, instalando muitas pessoas na frente de trabalho da construção que passou dentro da vila sendo inaugurada em 1948. Com os benefícios vindos da construção da BR 116, e a construção da Matriz, a população passou a reivindicar maior assistência social e melhores condições de vida, e em 1991 já funcionava o Cartório de Paz, Posto de Saúde, Posto Policial, Serviço Telefônico, Rede de água, rede elétrica e Correios.
Entretanto tais benefícios não atendiam toda a comunidade do distrito, o que dificultava a relação com as autoridades do município de Caratinga. Mediante o agravamento da infra-estrutura e da opulência econômica do distrito, um grupo de santa-ritenses, em meio a este clima de insatisfação – posteriormente denominados “Pioneiros da Emancipação” – inicia um processo político que culminaria na emancipação do distrito no dia 27 de abril de 1992.

## A emancipação
Insatisfeitos com a infra-estrutura que o município de Caratinga oferecia ao distrito santarritense, seus moradores liderados pelos senhores Albino Batista da Cruz, Amédis Germano dos Santos, Auta Thomás Cardoso, Ilton Rosa de Freitas, Joaquim Batista Rodrigues, João Batista Guimarães, João Corrêa de Faria, José Isidoro Filho, Marco Aurélio de Matos, Nirto Pires do Amorim, Osmany Lanito da Silva, Pedro Rodrigues Valente e Ronaldo Dutra de Faria, os santa-ritenses conseguiram junto ao governo do estado a emancipação pela lei complementar estadual nº. 10.704, no dia 27 de abril de 1992.
O município, que passou a se chamar Santa Rita de Minas, teve como primeiro dirigente intendente, o sociólogo Amédis Germano dos Santos designado pelo governo do estado em 1 de agosto de 1992. Em 3 de outubro de 1992 foi realizada a primeira eleição municipal. Nela foram eleitos os executivos Ilton Rosa de Freitas e José Isidoro Filho, prefeito e vice-prefeito respectivamente. Após a emancipação, a população do município viu a qualidade de vida melhorar com obras de infra-estrutura, melhorias na educação e na saúde, além do desenvolvimento de todos os demais setores da sociedade.
Muito se fez ao longo de mais de cem anos de formação do povoado, no entanto os moradores de Santa Rita de Minas acreditam que a porção onde vivem dispõe de grande potencial e que por isso vislumbram o desenvolvimento. Hoje em dia, os santaritenses mantêm o mesmo objetivo dos representantes que garantiram a emancipação do município, de estarem sempre à frente: garantir o desenvolvimento municipal e a perpetuação das tradições regionais, como principal meio de defesa do patrimônio histórico, cultural, ambiental e conseqüentemente educacional, que são as principais fontes de valorização e progresso de um povo.

## Praça Monsenhor Rocha
Segundo um dicionário de Arquitetura publicado em 1887, o conceito de Praça, que ora transcrito no Livro Espaço, Tempo e Arquitetura de SIGFRIED,  pode ser definido como “um pedaço de terra onde há um jardim fechado, cincundado por via pública que dá acesso às casas que o flanqueiam”.
O local onde a Praça fora edificada era um imenso largo de “terra batida”, onde as crianças brincavam de pique, de roda, jogavam futebol, bem como servia de local onde eram realizadas as festividades religiosas e culturais, sendo sempre incrementadas por barraquinhas, leilões, missas campais, festas juninas, bingos, entre outros.
A Praça recebeu o nome de Aristides Marques da Rocha em homenagem ao “Monsenhor Rocha”, que na época era pároco da Catedral de São João Batista em Caratinga, e que prestava total assistência à Santa Rita, desde a época da primeira igreja do lugarejo, e por ter sido ele quem amparou religiosamente a população local e ter sido o principal responsável pela construção da atual Matriz de Santa Rita de Cássia, a qual a praça ladeia.
A Igreja matriz da Paróquia Santa Rita de Cássia fica integrada à Praça que recebeu o nome de Monsenhor Aristides Marques da Rocha em homenagem ao referido padre que tanto trabalhou para sua construção. Na Matriz, além de serem celebradas as missas cotidianas, realizam-se casamentos, cursos para noivos, batizados, catecismos e crismas. Desde que foi erguida nunca passou por nenhuma intervenção que descaracterizasse sua arquitetura. Portanto, permanece com suas características originais, recebendo sempre que necessário uma nova pintura e reparos para que seja mantida em boas condições.
A Praça Monsenhor Aristides Marques da Rocha foi construída na primeira administração municipal, sendo o Prefeito da época o Senhor Ilton Rosa de Freitas e seu Vice José Isidoro Filho. O projeto arquitetônico foi elaborado pela arquiteta e urbanista Ana Marta Ligeiro Marques. A obra da construção foi executada pela empresa Nogueira Empreendimentos Ltda, sob a responsabilidade dos engenheiros Humberto José de Andrade e João Paulo de Werneck Alves Ribeiro. A construção da Praça durou 05 meses, tendo sua inauguração ocorrida em 15 de julho de 1995, com a participação da Câmara Municipal e o apoio do Deputado Mauro Lobo Martins Júnior.
Referido bem, o então Conjunto Paisagístico da Praça Monsenhor Aristides Marques da Rocha, possui grande relevância histórica para o município, por ter sido palco de inúmeras manifestações religiosas e culturais que conformada na porção central do distrito sede destaca-se como o principal cartão postal desta peculiar cidade mineira.
Sua estrutura conta com 18 canteiros distribuídos ao longo da Praça. Possui, também, 06 bancos de concreto do lado esquerdo e 15 do lado direito. A Praça é iluminada por 18 luminárias contemporâneas que complementam a beleza da mesma, além de iluminar as 23 palmeiras imperiais que a circundam, os canteiros são formados por gramíneas rasteiras onde também é possível contemplar várias outras espécies da flora brasileira. A área central da Praça, bem em frente à Igreja, tomando por base a Avenida dos Pioneiros, destaca-se como a mais atrativa deste panorama, pois nesta está instalada uma fonte de água iluminada com luzes coloridas, que atualmente necessita de reparos para que volte a funcionar.  A fonte foi instalada quando da construção da praça, estando já prevista no projeto Arquitetônico da mesma, fora ligada apenas no início, atraindo a população local para ver o belíssimo espetáculo das luzes em entremeio à água que jorrava. Segundo dados fornecidos pela Prefeitura Municipal, esta será devidamente reparada, o que garantirá a ambiência local.
A Praça continua sendo palco dos principais eventos religiosos, culturais e de lazer que acontecem no município. Do lado esquerdo existe um pequeno Cruzeiro que ali foi integrado para relembrar as missões que aconteciam no município em 1997, liderado pelas Irmãs Gracianas de Caratinga, também neste perímetro de tombamento existe um “Mastro de Três Pontas” como Marco Comemorativo do Primeiro Aniversário da Emancipação de Santa Rita de Minas em homenagem aos “Pioneiros”, ocorrido em 27 de abril de 1993.
Em 22 de abril de 2000, por iniciativa do Governo do Estado de Minas Gerais, foi plantada uma muda de Pau-Brasil, também do lado esquerdo da Praça. Este plantio fez parte do Projeto “Muda do Brasil”, executado em Minas Gerais, tendo como marco comemorativo os 500 Anos do “Descobrimento” do Brasil.
A beleza do Conjunto Paisagístico conformado pela Praça e os bens que a permeiam inspiram boas conversas àqueles que tradicionalmente nela se reúnem para bater um papo no final das tardes. As crianças freqüentam periodicamente o local para brincar que também é cenário inspirador dos casais de namorados que aproveitam os bancos para enamorar-se.
Por conformar a Praça Monsenhor Aristides Marques da Rocha o principal Conjunto Paisagístico do município de Santa Rita de Minas e por ser um bem que remete a personalidades ilustres, momentos históricos e culturais, momentos políticos, administrativos, econômicos, e que devido o seu valor urbanístico para a localidade é que o Conselho de Patrimônio Cultural de Santa Rita de Minas em parceria com o Prefeito Municipal Senhor Hélio Donato Dornelas que anuiu ao tombamento, resolveu protegê-la como Patrimônio Cultural de Santa Rita de Minas, garantindo assim sua conservação que proporcionará a preservação do centro urbanístico da cidade para as futuras gerações.

## Infra-estrutura

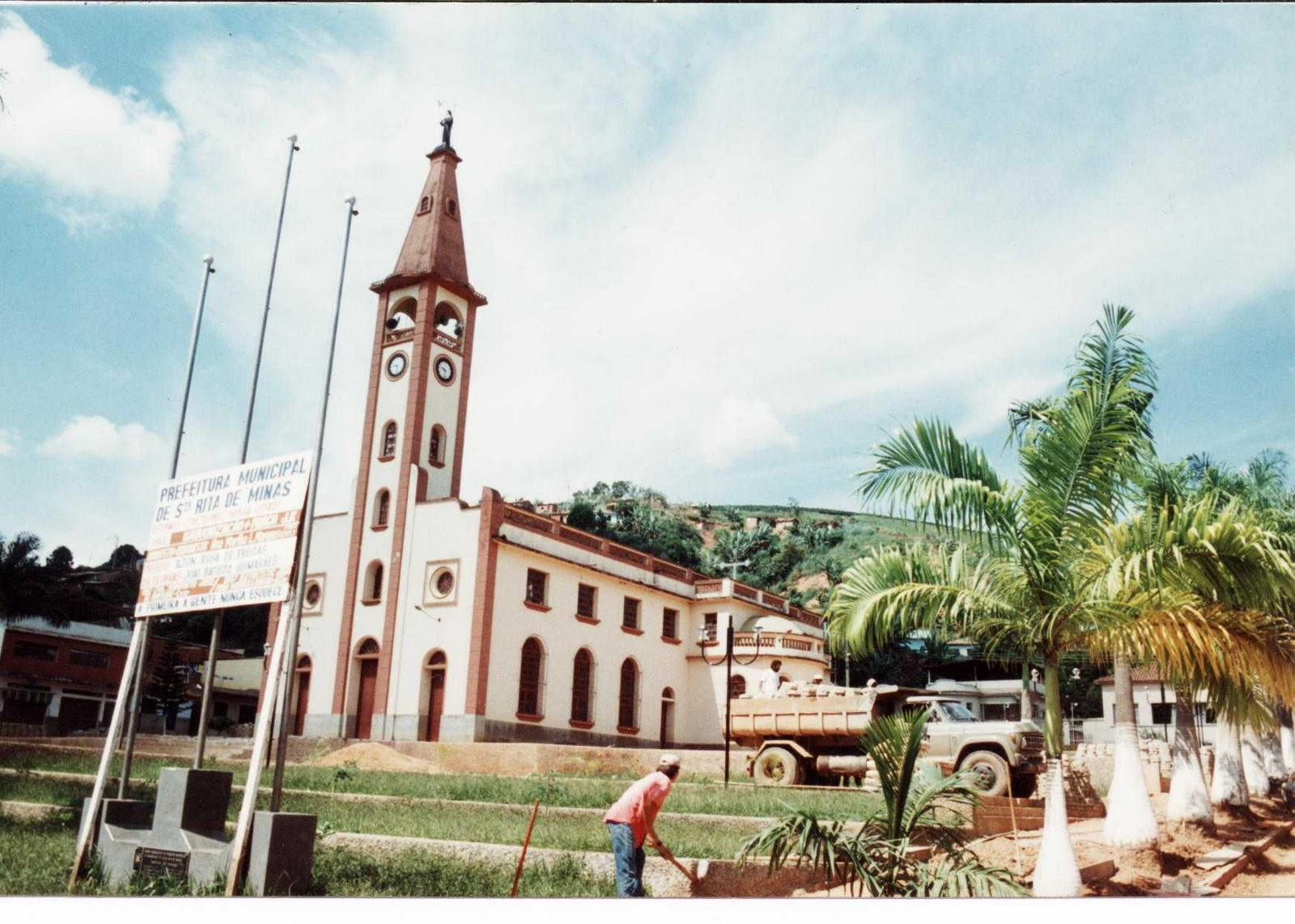
Construção da Praça Monsenhor Rocha

A Praça Monsenhor Aristides Marques da Rocha localiza-se no Centro do distrito sede do município de Santa Rita de Minas, delimitando-se com a Avenida dos Pioneiros (à frente), com a Rua Álvaro Corrêa (à esquerda) e pela direita com a Rua José Gonçalves da Cruz (Rua do Cemitério). O Conjunto Paisagístico é conformado pela Praça Monsenhor Aristides Marques da Rocha, pelos bens a ela integrados bem como pelas edificações que permeiam seu perímetro de  entorno.
A Praça Aristides Marques da Rocha conforma com a Igreja Matriz de Santa Rita de Cássia em Santa Rita de Minas, o principal Conjunto Paisagístico do município, construído na primeira administração logo após o distrito ter se tornado independente politicamente.
Santa Rita de Minas se encontra em crescente evolução urbana. As ruas da sede são pavimentadas, inclusive com acesso à rede de esgoto e pluvial. A possibilidade da expansão do calçamento pelas ruas do município fora facilitada pela iniciativa da própria Prefeitura Municipal em fabricar os bloquetes para tal finalidade.
Além dessas obras, foi feito todo o levantamento topográfico da sede do município, facilitando a implantação de reformas como a ocorrida na Praça da Igreja Matriz. Outro Marco do processo urbanístico fora a ampliação do posto de saúde local transformando-o em um mini-hospital, com alguns leitos para atendimento de urgência e encaminhamento para o hospital de Caratinga. Os loteamentos vêm se expandindo pelo município, possibilitando uma garantia de aumento da população e da circulação da renda.
O transporte coletivo é oferecido por uma empresa de ônibus de Caratinga, tendo linhas diárias para aquela cidade e para Santa Bárbara do Leste. Ainda, possui três táxis que prestam serviço à comunidade. A cidade possui um Posto dos Correios e desde 1996 uma agência bancária da Cooperativa de Crédito SICOOB. O fornecimento de energia elétrica é prestado pela CEMIG – Companhia Energética de Minas Gerais. O de água é administrado pela COPASA – Companhia de Saneamento de Minas Gerais a partir de 1990. E o serviço de telefonia é controlado pela TELEMAR, inaugurado por volta do ano de 1992.

## Educação
Além de contar com a Escola Estadual Josefina Vieira, a rede municipal dispõe de três outras escolas. A Escola Municipal Anacleto Inácio de Paiva, municipalizada em 1995, foi denominada assim em homenagem ao Sr. Anacleto Inácio de Paiva, fazendeiro e expressivo comerciante de gado de corte da região, por ter este cedido o paiol de sua fazenda para o funcionamento da escolinha do Córrego Juca Antônio. Anos mais tarde, por esforços dele próprio, a escola acabou por ser transferida para melhores instalações, tendo sua sede própria localizada no Córrego Juca Antonio, às margens da BR 116. A Escola Municipal Oscar Garcia de Oliveira, localizada no Córrego da Brejaúba, municipalizada em 1993, que passou por recente reforma no ano de 2002 e a Escola Municipal Alessandro Mendes Simões, construída logo depois da emancipação municipal, cujo nome homenageia um jovem de importante família da região que, aos 15 anos, faleceu em grave acidente de carro.

## Cultura
O município de Santa Rita de Minas conta também, como ações de preservação de sua cultura, com a realização das festas locais, como a festa do mês de Maria, quando as crianças da cidade saúdam a Virgem Maria em forma de coroação; a Festa de Santa Rita de Cássia, padroeira do município; e a tradicional festa do "Santa-ritense Ausente", uma data comemorativa que atualmente vem sendo celebrada junto com aniversario da cidade, para saudar os ex-moradores.
Atualmente Santa Rita de Minas conta com várias iniciativas que contribuem para a informação e cultura do município. Exemplo disso é o jornal Tribuna das Gerais, que surgiu em 2001. Tendo como diretor executivo e idealizador o Sr. Eduardo Oliveira da Costa, o jornal foi lançado em Santa Bárbara do Leste, com o nome de Tribuna Regional, mas já na segunda edição passou a se chamar Tribuna das Gerais e sua redação foi transferida para Santa Rita de Minas, tendo como editor Valter Oliveira Costa, morador da cidade. Também como forma de comunicação, a cidade possui uma rádio comunitária, Comunidade Cultural e Eclesiástica Santa-ritense, inaugurada em 2 de outubro de 1997 que possui programação local, visando atender às necessidades da população.
Fonte: Agência PreservAr-te

## Associação de Artesãos
A Associação de Artesãos de Santa Rita de Minas é fruto das festividades do Jubileu da Paróquia de Santa Rita de Cássia acontecidas no mês de agosto de 2008. Na ocasião aconteceu uma pequena feira de artesanato local que em muito agradou os visitantes que vieram prestigiar a festa. Daí nasceu o desejo de se fazer a feira mensalmente, e para que a feira fosse realmente estruturada a associação foi criada, contando com a assessoria do Contador Peixoto e de sua filha Natália Peixoto da Peixotto Consultoria e Contabilidade. As artesãs interessadas em montar a associação se reuniram e discutiram os reais propósitos de uma associação. Paralelos à reunião aconteceram diversos movimentos em prol da arrecadação de fundos para se criar e posteriormente manter a associação, contando com o apoio incondicional da Paróquia de Santa de Cássia através, inicialmente do Padre Ademilson Tadeu Quirino e, atualmente do Padre Adair José, de políticos conceituados na cidade, de pessoas de bem que muito têm ajudado e também do comércio local que em sua maioria têm recebido de braços abertos as artesãs da Associação que vão em busca de apoio e patrocínio.
Na noite do sábado, 15 de novembro de 2008, aconteceu a Cerimônia de Constituição da primeira Associação de Artesãos de Santa Rita de Minas, a Associação de Artesãos Belas Artes. O evento aconteceu nas dependências do Salão do Centro de Saúde Maria Rosa de Freitas e marcou o início de uma nova etapa no desenvolvimento de trabalhos artesanais e da culinária de nosso Município, e contou com a presença de pessoas ilustres da cidade e região, dentre elas o contador e professor José Francisco Peixoto. Além da constituição da Associação aconteceu também a posse da primeira e atual diretoria. A Associação conta com aproximadamente 28 associados e tem em sua presidência Cida, além das secretárias Zilma e Jussara e das tesoureiras Maria de Lourdes e Elizabeth. O conselho fiscal é composto por Sabrina, Marlene, Vanusa, Maria de Lourdes Trindade, Maria de Lourdes Freitas e Pollyana.
Completando o quadro de membros da Associação Selma, Marlene Aparecida, Edycarlla, Jucélia, Nerilda, Sueli, Suraia, Marina, Andréa, Marilda Lúcia, Rita, Sheila, Aparecida, Eliete e Creuza.
Após a cerimônia que transcorreu num clima de festa e harmonia e que em muito agradou os convidados pela sua organização e objetividade, os presentes tiveram a oportunidade de conhecer os trabalhos realizados pelas artesãs numa bela exposição que agradou os olhos e o paladar. Um cocktail servido pelo serviço de Buffet da cidade Fátima Buffet encerrou a noite em grande estilo.
A Associação de Artesãos Belas Artes propõe um projeto arrojado e dinâmico que visa além da realização de uma nova fonte de renda, pretende ainda desenvolver um trabalho social de inclusão e cidadania, oferecendo diversos cursos gratuitos para aqueles que se interessam por arte e cultura, e levar o nome de Santa Rita de Minas para os quatro cantos do país.
Fonte: Historiadora Zilma Sette

## Esporte e lazer
Na área esportiva a cidade possui, desde 1960, o Esporte Clube Santa Rita, time de futebol tradicional na região e que atingiu destaque nos campeonatos disputados entre as cidades locais. Apesar de ser uma entidade particular, é oferecido dentro do seu espaço: clube para a diversão e lazer dos moradores e associados. O campo de futebol, pertencente ao município, garante realização de atividades esportivas. Outro fator de incentivo ao esporte é a existência do Ginásio Poliesportivo Raimundo Lino Guimarães (conhecido como “Maçarocão”, tendo sido esta sua primeira denominação), inaugurado em julho de 1999 que, além de lazer aos moradores, garante espaços para festividades, congressos e reuniões.

## Relevo
Banhada pelo Rio Caratinga, tem como fator exuberante seu relevo, que se destaca com a presença de serras onde se produz o café. Localiza-se a oeste do Circuito da Mata Atlântica, seu território integra o da Mata de Caratinga, e apesar de muito ter sofrido com o processo de expansão agrícola do café e da cana-de-açúcar (década de 1980), ainda mantém muitos de seus detalhes e riquezas ambientais.

## Economia
Economicamente, o município sempre trabalhou a agricultura, no entanto a introdução da BR 116 em 1948 contribuiu diretamente para a aceleração e aumento da produção. O transporte que então era realizado em carro de bois e tropas, fora modificado para transportes automotivos, garantindo a saída da produção de café, que logo passou a ser a maior da região, com o aumento do aparato tecnológico. Novos produtos aparecem no mercado e a cultura de café sofre um verdadeiro revés em 1979, dando lugar a produção de cana-de-açúcar. Em 1980, com a implantação da cooperativa dos produtos de cana (Coopercana), atualmente extinta, uma nova fonte econômica é introduzida na comunidade, no entanto o fluxo do município é ditado pelo fluxo econômico da BR 116, o que dinamiza diretamente as fontes produtoras da região.
Nesses aspectos os produtores estão diretamente ligados ao mercado, mas, ao mesmo tempo estão expostos a qualquer mudança repentina, já que não vivem de um mercado interno. Essa diferença vai, na década de 1980, oferecer novo espaço às implantações cafeeiras levando Santa Rita de Minas a se destacar novamente na região como produtora do café da montanha, em função da característica predominante de seu relevo.
“O fator primordial para o desenvolvimento da indústria ao longo do século XX é, paradoxalmente, uma cultura agrícola, ou seja, a produção de café. O café conseguiu formar um mercado interno. Sobretudo, quanto à fase de superprodução, já economia assalariada”. (IGLESIAS, 1986 P.86)
O café da montanha teve sua produtividade aumentada depois que passou a ser produzido em grandes propriedades, já que a desinformação era o principal fator de baixa qualidade e aceitação no mercado. A evolução tecnológica, tanto na produção quanto no manejo e na estocagem do produto, garantiram a saída para os mercados de outros estados e outras cidades de Minas Gerais. Outro fator do aumento da produção foi a introdução da classificação do café na própria cidade de Santa Rita de Minas, não comprometendo a evolução da planta e a qualidade do fruto.
O incentivo do executivo municipal, após a emancipação garantiu para os produtores a manutenção das vias de acesso, a iluminação da área como fator para a fixação do trabalho, além da Cooperativa de Crédito (CREDITA), que garante aos produtores empréstimos na entre safra e atendimento às necessidades do campo.
Uma das principais características dessa exploração é que, em função do relevo acidentado, a produção do café da montanha não pôde ser toda mecanizada, o que garante a manutenção da mão-de-obra constante, representando para o município um altíssimo ganho na área social, já que o número de empregos permanece estável, aumentando ainda mais durante a colheita, gerando empregos diretos e indiretos. Atualmente Santa Rita de Minas conta como base de sua economia, não só a produção cafeeira, mas também com a evolução do setor comercial e da implantação de novas indústrias como a de móveis, mineração e principalmente a fábrica de produtos alimentícios e bebidas: Petisco e Mara S/A.
Fonte: Agência PreservAr-te –